# Fejervarya frithi
Fejervarya frithi és una espècie de granota de la família Ranidae que viu a l'Índia. Falten dades sobre la població d'aquesta espècie. No hi ha amenaces significatives per a la supervivència d'aquesta espècie.